# Catedrala Adormirea Maicii Domnului din Damasc
Catedrala Adormirea Maicii Domnului din Damasc servește drept catedrală patriarhală a Bisericii Antiohiei.